# Breccia Crags
Die Breccia Crags sind 305 m hohe Felsenkliffs am südöstlichen Ende von Coronation Island im Archipel der Südlichen Orkneyinseln. Sie ragen 1,5 km westlich der Petter Bay auf.
Das UK Antarctic Place-Names Committee benannte sie 1959 im Anschluss an eine von 1956 bis 1958 dauernden Vermessungskampagne des Falkland Islands Dependencies Survey. Namensgebend sind die im Gestein der Kliffs enthaltenen Schieferbrekzien, die neben Konglomeraten auftreten.